# Journal of Molecular Modeling
Das Journal of Molecular Modeling (J. Mol. Model.) ist eine normalerweise zweimonatlich erscheinende Peer-Review-Fachzeitschrift aus dem Bereich der Computerchemie.
Bei ihrer Gründung im Jahre 1995 war sie vermutlich die erste Zeitschrift dieser Fachrichtung, die eine rein elektronische Publikation verfolgte (ISSN 0948-5023), um damit die Publikationszeiten möglichst kurz zu halten. Jedoch gab es auch damals bereits gedruckte Jahresbände, in denen alle Beiträge in einer Printausgabe vorlagen. Mittlerweile hat sich die Zeitschrift zu einer „normalen“ Fachzeitschrift gewandelt, deren Hefte als Druckausgabe erscheinen.
Anders als viele andere Chemiezeitschriften besitzt J. Mol. Model. kein variables Umschlagbild, das aus Einsendungen der Autoren ausgewählt würde.
In den ersten Jahren nach ihrer Gründung wurde die komplette redaktionelle Arbeit der Zeitschrift (Lektorat, Nachbearbeitung, Drucksatz) von Tim Clark (Universität Erlangen-Nürnberg) sowie Doktoranden seines Arbeitskreises erledigt. Die stetig steigende Anzahl von Zuschriften machte dann eine Neuorganisation der Arbeitsabläufe notwendig. Der Verlag lässt nun etwa den Drucksatz im Ausland (Indien) erstellen.
Der Impact Factor lag für das Jahr 2020 bei 1,810. Nach der Statistik des ISI Web of Knowledge wurde das Journal 2014 in der Kategorie Biochemie & Molekularbiologie an 262. Stelle von 295 Zeitschriften, in der Kategorie Biophysik an 60. Stelle von 71 Zeitschriften, in der Kategorie multidisziplinäre Chemie an 125. Stelle von 178 Zeitschriften und in der Kategorie Informatik und interdisziplinäre Anwendungen an 85. Stelle von 111 Zeitschriften geführt.